# Antônio Herculano de Sousa Bandeira Filho
Antônio Herculano de Sousa Bandeira Filho (Recife, 1854 — Nova Friburgo, 15 de novembro de 1890) foi advogado, professor e escritor brasileiro.
Filho de Maria Cândida de Sousa Bandeira e de Antônio Herculano de Sousa Bandeira, estudou na Faculdade de Direito do Recife, onde se bacharelou em 1873,na mesma  turma  em  que  se  formara  Domingos  Olimpio (1851-1906) escritor, romancista, autor  do  romance  ,Luzia Homem. publicado  em  1903;  e  de Silvio Romero, escritor, jurista  e  sociólogo-fundador  da  Academia  Brasileira  de  Letras ,integrante  da  Escola  do  Recife  Ocupou, no Império, o cargo de procurador da Coroa, que hoje equivale a procurador da Fazenda.
Escreveu o Manual do procurador dos feitos da Fazenda em 1888. Também publicou vários artigos com o título "A Questão Penitenciaria no Brazil", publicado na Revista Brazileira em 1880.
Esteve na Alemanha como enviado do Governo Imperial, onde observou o funcionamento dos jardins de infância. De volta ao Brasil apresentou relatório de viagem, num trabalho em que descreve os centros para infantes. Escreveu parecer sobre a propriedade de minas, publicado em livro e consideado atual em nossos dias. Foi presidente das províncias da Paraíba e de Mato Grosso. Foi condecorado pelo imperador D. Pedro II com a Imperial Ordem da Rosa.
Com advento do regime republicano, tornou-se diretor da Empresa de Obras Públicas do Brasil. Afastou-se do cargo, no entanto, pois padecia de tuberculose pulmonar. Faleceu em Nova Friburgo, para onde se mudara em busca de tratamento.
Irmão de Raimundo, de Manuel e de João Carneiro de Sousa Bandeira e tio do escritor e poeta Manuel Bandeira. Seu tio materno Manuel Clementino Carneiro da Cunha também foi presidente da província da Paraíba.